# 泷冈阡表碑
26°53′07″N 115°35′18″E / 26.88528°N 115.58833°E
泷冈阡表碑现藏于中国江西省永丰县沙溪镇西阳宫内，是北宋欧阳修撰文并书丹的碑刻，2006年被列为第六批全国重点文物保护单位。
《泷冈阡表》是欧阳修为缅怀父母而撰写的墓表。皇祐五年（1053年）欧阳修护送母亲灵柩返乡与父亲合葬于泷冈后，写有《先君墓表》。十七年后，欧阳修知青州，时年已六十四，思亲思乡之心日切，将《先君墓表》改写为《泷冈阡表》，遂成此千古名篇。后自书丹，刻于青州石上，将该碑运回故乡，立于父母的墓道上。碑背面刻有《欧阳氏世次表》，为古代私家谱牒的范例。碑高2.1米，宽0.9米，厚0.23米，楷书，阴刻，直书。
「求其生而不得，則死者與我皆無恨也。」